# Ket Chettharat
Ket Chettharat (Thai: พญาเกสเชษฐราช, auch Phaya Khet, Mueang Ketklao Thai: พระเมืองเกษเกล้า oder Phaya Ai; gestorben 1545) war zwischen 1525 und 1538 sowie zwischen 1543 und 1545 König von Lan Na im heutigen Nord-Thailand.
Ket Chettharat war ein Sohn von König Yot Chiang Rai (reg. 1485 bis 1497) und wirkte zunächst als Gouverneur von Mueang Noi, deshalb hatte er keine politische Basis in Chiang Mai, als die Adligen ihn 1525 zum neuen König wählten. 1530 brach im Königspalast ein Feuer aus, vermutlich durch Brandstiftung. Moen Soisamlan aus der Oberschicht der lannaischen Gesellschaft brachte eine Gefolgschaft hinter sich und revoltierte schließlich im Jahr 1535. Er wurde zurückgeschlagen, gefangen genommen und hingerichtet. 
1538 beriefen die Adligen den König Ket Chettharat ab, er kehrte als Gouverneur nach Mueang Noi zurück. Statt seiner wurde sein Sohn Thao Chai auf den Thron von Lan Na gesetzt, der jedoch 1543 ermordet wurde. Ket Chettharat wurde erneut zum König berufen und regierte etwa zwei weitere Jahre, bevor auch er ermordet wurde. 
Die Adligen von Lan Na traten in eine neue Runde des Ringens um Einfluss im Königreich. Saen Khrao, der Anführer der Fraktion in der Hauptstadt Chiang Mai, bot den Thron dem Führer von Chiang Tung an, doch lehnte dieser ab. Der Führer von Mueang Nai nahm zwar an, doch wurde Saen Khrao selbst ermordet, bevor sein Schützling eingetroffen war. Andere Adlige setzten sich für den König von Lan Xang, Sai Setthathirath I., ein, der sich von Vientiane aus auf den Weg nach Chiang Mai machte. Während dieser Zeit führte Königin Chiraprapha das Reich.